# Locomotiva FNM 220
Le locomotive gruppo 220 delle Ferrovie Nord Milano erano un gruppo di potenti locomotive a vapore progettate per la trazione di treni merci.
Furono costruite dalla Breda in 8 unità fra il 1924 e il 1925.
Inizialmente, e fino al 1940, portavano i numeri 421–428.
Due unità (220.03 e 05) furono vendute nel 1939 alla SFBN per l'esercizio sulla ferrovia Biella–Novara, e altre tre (220.02, 06 e 07) le seguirono nel 1947, le altre furono ritirate dal servizio nel 1950 e demolite poco dopo.
Delle unità passate alla SFBN una fu utilizzata come fonte di parti di ricambio per le altre (rinumerate 420.01-04): le locomotive acquistate nel 1939 furono accantonate nel 1952, mentre le altre rimasero in servizio fino al 1960.
In seguito al riscatto della SFBN, nel 1961 le quattro unità, accantonate fuori servizio presso la stazione di Biella Chiavazza, pervennero alle Ferrovie dello Stato, che per motivi amministrativi le classificarono nel gruppo 842 prima di radiarle.